# 欣島
欣島（挪威語：Hinnøy）是北挪威的島嶼，是挪威最大的沿岸島嶼，面積2,204.7平方公里，2006年人口31,851，最高點海拔高度1,262米，島上最佳的農業地區位於東北部，村落散佈於島上不同地方。

## 外部連結
- Wildlife of the Hinnøya region